# Studia Teologiczne Białystok Drohiczyn Łomża
Studia Teologiczne Białystok Drohiczyn Łomża – czasopismo naukowe będące rocznikiem, którego wydawcą jest Kuria Metropolitalna Białostocka. Pierwszy numer czasopisma opublikowano w 1983 r. W roczniku poruszane są zagadnienia z zakresu filozofii, teologii, literaturoznawstwa, a także pedagogiki i psychologii.   

## Redakcja czasopisma[2]
- ks. prof. dr hab. Adam Skreczko – redaktor naczelny
- ks. dr Wojciech Turowski – zastępca redaktora naczelnego
- ks. dr hab. Stanisław Biały – sekretarz
- ks. dr Marian Strankowski
- ks. dr hab. Tadeusz Syczewski, prof. KUL
- ks. dr Jarosław Kotowski